# Wayne Cochran

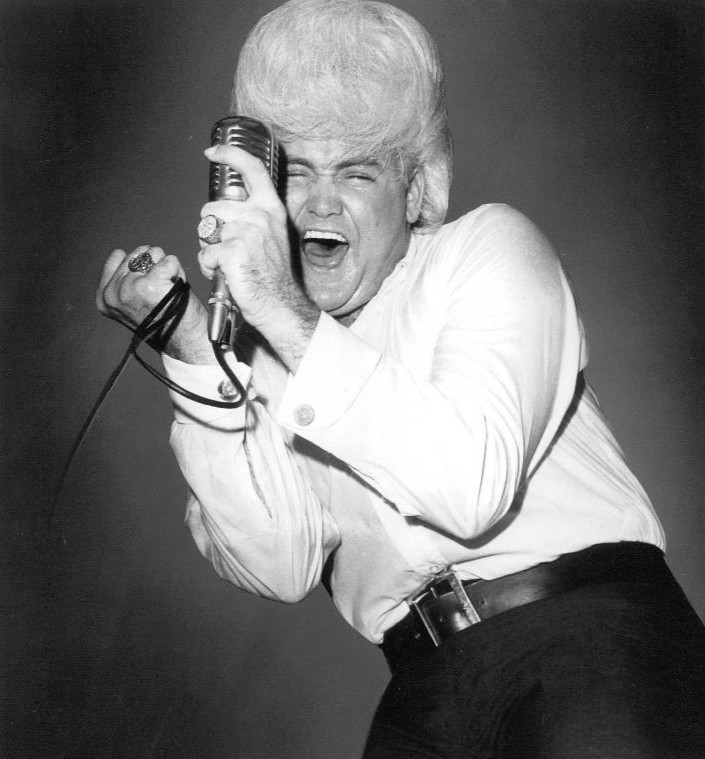
Wayne Cochran (1969)

Wayne Cochran (* 10. Mai 1939 in Thomaston, Georgia; † 21. November 2017 in Miramar, Florida) war ein US-amerikanischer Soulsänger.

## Leben
Seine musikalische Karriere begann 1955 mit der Gründung seiner ersten Band. Nachdem er nach Macon umgezogen war und nach zahlreichen Mitgliederwechseln wurde er unter dem Namen Wayne Cochran & the C. C. Riders bekannt. Von James Brown und dessen ausgedehnten Tourneen beeinflusst, kaufte er einen Bus und ging auf Tournee. Sie traten im ganzen Süden und Südwesten der USA auf, bevor sie sich in Miami niederließen und die Hausband des Barn (aka The House of Soul) wurden. Bekannt wurde Wayne Cochran auch durch seine ausgefallene Bühnenkleidung und seine auffällige Frisur.
Die erste Platte nahm er 1959 auf. Es folgten weitere, in denen oft weibliche Vornamen im Titel waren (Liza Jane, Linda Lu, Cindy Marie). Die bekannteste Nummer, die er schrieb und aufnahm, war Last Kiss, doch war seine eigene Interpretation nicht erfolgreich; erst in der Version von  J. Frank Wilson & the Cavaliers erreichte sie Platz 2 der Pop-Charts.
Seine exzessiven Tourneen und das Singen in höchsten Tönen ließen seine Stimme immer mehr verschwinden. Nach großen persönlichen Schwierigkeiten wurde er 1981 wiedererweckter Christ und war dann Prediger in Miami. Am 26. Juli und 1. August 2001 traten Wayne Cochran & the C. C. Riders noch einmal gemeinsam in Miami bzw. in Hollywood, Florida auf.

## Diskographie
- Wayne Cochran! 1967; Chess Records
- Alive & Well & Living....In A Bitch Of A World 1970; King Records
- High & Ridin’ 1970; King Records
- Cochran 1972; Epic Records
- The White Knight of Soul 1959–72: Get Down With It! 2005; Raven Records